# Effilement
 (février 2024).
Si vous disposez d'ouvrages ou d'articles de référence ou si vous connaissez des sites web de qualité traitant du thème abordé ici, merci de compléter l'article en donnant les références utiles à sa vérifiabilité et en les liant à la section « Notes et références ».
L’effilement caractérise la forme des ailes d'un aéronef.
L'effilement {\displaystyle E} d'une aile vaut :
{\displaystyle E={\frac {Ce}{Ci}}}
avec :
- {\displaystyle {Ce}} - corde externe de l'aile (à son extrémité) [m]
- {\displaystyle {Ci}} - corde interne de l'aile (à son emplanture dans le fuselage) [m]